# Dirección General de Carreteras
La Dirección General de Carreteras (DGC) de España es el órgano directivo del Ministerio de Transportes y Movilidad Sostenible, adscrito a la Secretaría General de Transporte Terrestre, cuyo ámbito de actuación es la Red de Carreteras del Estado.
De las funciones que le son atribuidas, ejerce directamente las de elaboración y propuesta de la normativa técnica de aplicación en la Red de Carreteras del Estado, así como la elaboración de estudios e informes de carácter técnico y las de participación en las conferencias de direcciones generales de Europa e Iberoamérica y de las asociaciones mundiales de carreteras.

## Historia
La Dirección General de Carreteras es uno de los órganos gubernamentales más antiguos que existen, si bien con numerosos cambios de denominación. La DGC nace en 1785 de la mano del conde de Floridablanca y desde entonces fue unida y separada de la Dirección General de Correos, de la Dirección General de Canales o de la Dirección General de Puertos y durante gran parte de su vida recibió la denominación de Dirección General de Caminos, Canales y Puertos.
Con la reforma de 9 de noviembre de 1832, se creó la Secretaría de Estado y del Despacho de Fomento General del Reino y, entre sus órganos, se encontraba la Dirección General de Correos, Caminos y Canales.
En enero de 1847 se creó el Ministerio de Comercio, Instrucción y Obras Públicas que asumía, a través de la Dirección de Obras Públicas, todas las competencias en caminos de la suprimida Dirección General de Caminos, Canales y Puertos. El 20 de octubre de 1851, el Ministerio de Comercio, Instrucción y Obras Públicas pasó a denominarse Ministerio de Fomento y este asumió todas las competencias sobre caminos.
La Dirección General de Caminos se mantendrá como una sección de la de Obras Públicas hasta 1932, cuando el entonces ministro de Obras Públicas, Indalecio Prieto, recuperó la dirección general argumentando que «Caminos y Carreteras alcanzan hoy intensísimo desarrollo no soñado siquiera cuando eran las únicas vías de comunicación terrestre. Su vida, en el orden administrativo, está representada por un número de expedientes en el Ministerio que pasa de 5.700 en el año último y por consignaciones en el Presupuesto que exceden de 200 millones de pesetas. Deben, pues, estos servicios constituir por sí una dirección general y, al crearse ésta, y con objeto de que de ella dependa cuanto a carreteras se refiere (...)».
Con fecha de septiembre de 1935 y en ejecución de una ley de agosto de ese año, se suprimieron diversas direcciones generales en el Ministerio de Obras Públicas, entre ellas la de caminos, asumiendo sus competencias el subsecretario de Obras Públicas. En febrero de 1936, la dirección es recuperada y cambia su denominación a Dirección General de Carreteras y Caminos Vecinales.
Esta denominación se mantuvo durante toda la dictadura franquista. Fue reformada en 1960 componiéndose del director general, el subdirector general, el secretario técnico, el gabinete de Estudios, la división de Proyectos y Obras, la división de Conservación y Vialidad, la división de Planes y Tráfico y la sección de Contratación y Asuntos Generales. En julio de ese mismo año, se transfirieron muchas de las competencias en carreteras y tráfico que pertenecían a la Dirección General de Ferrocarriles, Tranvías y Transportes por Carretera. En septiembre de 1962 la división de Proyectos y Obras se desdobló dando lugar a las divisiones de Proyectos y de Construcción. En noviembre de 1964 se creó la división de Materiales. En octubre de 1965 sufrió otra importante reforma, pasando la subdirección general que se denominaba «de Carreteras y Caminos Vecinales» a llamarse «de Estudios y Coordinación». Asimismo, se creó la subdirección general de Proyectos y Obras.
En los inicios de la Transición la dirección apenas sufrió cambios y no fue hasta abril de 1978 que adquirió su denominación actual de Dirección General de Carreteras. Este decreto otorgaba a la DGC «la elaboración de los planes, programas de actuación y presupuestos y el control y ajuste de los mismos, en relación con las carreteras que sean competencia del ministerio; la elaboración de la planificación operativa, así como los estudios, anteproyectos y proyectos correspondientes, incluso los estudios de planeamiento y las actuaciones relativas a redes arteriales; la tecnología de carreteras; el estudio, coordinación y control del desarrollo e incidencias de las obras a su cargo; el inventario, la conservación y señalización de carreteras y servicios complementarios, análisis de accidentes, seguridad vial y normas de actuación en las zonas de dominio público, de servidumbre y de afección de las carreteras; la gestión de los asuntos relativos a la contratación, adquisiciones, expropiaciones y gastos de todo tipo; estudios, informes, coordinación y control de carreteras en régimen de gestión indirecta y la iniciativa y propuesta de disposiciones en materias de la competencia de la dirección general.» y dependían de ella las subdirección general de Proyectos y Obras, de Conservación y Explotación y de Planes e Información, además de una secretaría general, un gabinete técnico y un servicio de Concesiones.

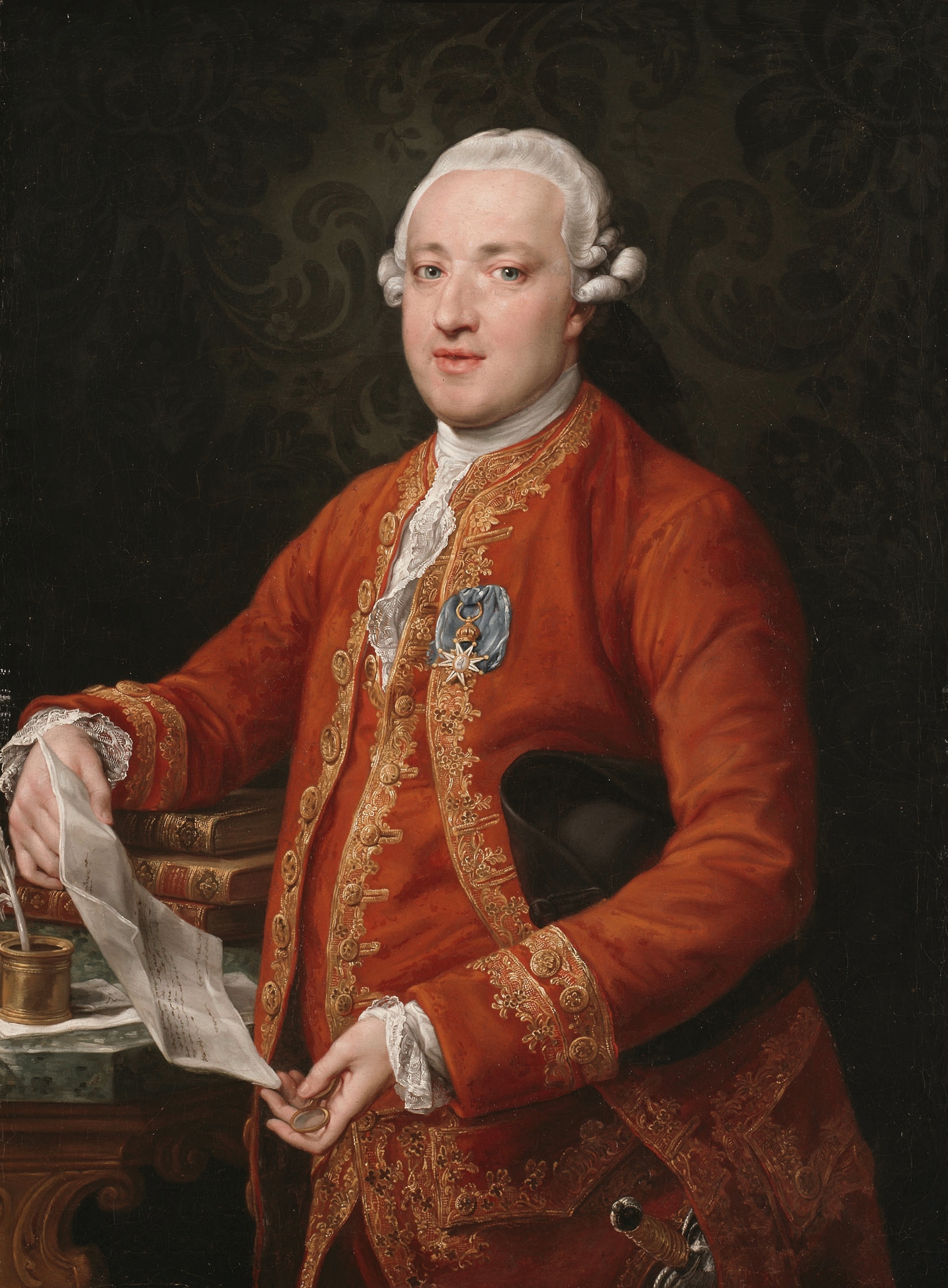
El Conde de Floridablanca, impulsor de la dirección general.

En 1985 se cambiaron las subdirecciones generales a «de Planificación y Proyectos», «de Programas y Presupuestos» y «de Construcción y Explotación». Ya en 1996 y con la denominación actual de Ministerio de Fomento, la dirección general aumentó en tamaño hasta poseer seis subdirecciones generales —de Planificación, de Tecnología y Proyectos, de Construcción, de Conservación y Explotación, de Programas y Presupuestos— y una secretaría general. En 1999 se reducen a cuatro las subdirecciones generales al asumir la secretaría general algunas funciones.
En enero de 2011 desaparece la secretaría general de la dirección general y se establece una estructura de cinco subdirecciones, denominadas «de Explotación y Gestión de Red», «de Estudios y Proyectos», «de Conservación», «de Conservación» y «de Coordinación y Gestión Administrativa». Esta estructura se mantiene hoy en día con pequeños cambios en las denominaciones de las subdirecciones generales. En 2020, pasa a depender del Ministerio de Transportes, Movilidad y Agenda Urbana tras ser renombrado.

## Estructura orgánica y funciones
La Dirección General de Carreteras se estructura en los siguientes órganos, con nivel orgánico de subdirección general y ejerce sus funciones a través de estos:

### Servicios centrales
- La Subdirección General de Explotación, que asume la actualización, seguimiento y control de la situación y funcionamiento de la Red de Carreteras del Estado, incluyendo el análisis, diagnosis y prognosis de la oferta vial y de la demanda del transporte; elabora y actualiza los inventarios de la Red de Carreteras del Estado, así como el establecimiento del sistema de gestión de la información de la Dirección General de Carreteras, además de la implantación, mantenimiento y explotación de sistemas inteligentes de transporte, sin perjuicio de las competencias del Ministerio del Interior y en coordinación con la Dirección General de Transporte Terrestre; gestiona la cesión de los tramos de la Red de Carreteras del Estado que se transfieran a los Ayuntamientos y cambios de titularidad de carreteras existentes en virtud de acuerdo mutuo con otras administraciones públicas; realiza el inventario, el análisis y el seguimiento de la accidentalidad, así como la elaboración de informes y estudios, además de la coordinación de los programas de formación inicial y de actualización periódica de conocimientos de los auditores de seguridad viaria y la gestión de los procedimientos de la seguridad de las infraestructuras viarias en servicio, o procedimientos similares que la legislación comunitaria establezca, en el ámbito de las competencias del Departamento, sin perjuicio de las competencias del Ministerio del Interior; elabora estudios e informes y coordina, inspecciona y controla las carreteras explotadas en concesión con peaje directo al usuario; gestiona el patrimonio vial y su defensa en las zonas de dominio público, de servidumbre y de afección; gestiona y realiza el seguimiento en materia de ruido, así como la elaboración de los mapas de ruido en la red de carreteras del Estado y su plan de acción y realiza el proyecto y la coordinación, inspección y control de las concesiones de áreas de servicio.
- La Subdirección General de Proyectos, a la que le corresponden las funciones de elaboración, seguimiento, supervisión y control de la planificación de carreteras, así como de los estudios previos, informativos y de impacto ambiental, en el ámbito de su competencia; de la elaboración, seguimiento, supervisión y control de los anteproyectos, proyectos básicos o de trazado y proyectos de construcción de carreteras estatales. Así como la realización de evaluaciones de impacto de las infraestructuras viarias en la seguridad y auditorías de seguridad viaria de los anteproyectos y proyectos, en el ámbito de las competencias del Departamento, sin perjuicio de las competencias del Ministerio del Interior; de la gestión y seguimiento de las actividades de protección ambiental y sostenibilidad; del seguimiento de los convenios y protocolos en los que participe la DGC, excepto los relativos a cesión de tramos de carreteras a Ayuntamientos, y cambios de titularidad de carreteras existentes en virtud de acuerdo mutuo con otras administraciones públicas y de la elaboración, control y supervisión de los estudios de viabilidad de concesiones de nuevos tramos de carretera, en coordinación con la Subdelegación del Gobierno en las Sociedades Concesionarias de Autopistas Nacionales de Peaje..
- La Subdirección General de Conservación, órgano competente para la preservación del patrimonio vial, mediante el empleo de sistemas de gestión y planificación de actuaciones de rehabilitación, mejora y adecuación a normativa de los distintos elementos de la carretera; la gestión de la calidad del servicio vial, a través de las actividades de ayuda a la vialidad, la vialidad invernal y las actividades de conservación ordinaria y vigilancia de la vía; la elaboración, seguimiento, supervisión y control de los anteproyectos y proyectos de conservación y de seguridad vial para la realización de obras en carreteras estatales, así como de las auditorías de seguridad viaria en la fase inicial en servicio y de las inspecciones de seguridad viaria, en el ámbito de las competencias del Departamento, sin perjuicio de las competencias del Ministerio del Interior; la gestión, seguimiento y control técnico y económico de la construcción y de la calidad de las obras de seguridad vial, conservación y rehabilitación de la red vial, y sus incidencias y la coordinación, inspección y control de las concesiones de carreteras sin pago directo del usuario, desde el momento de su puesta en servicio, en coordinación con la Subdelegación del Gobierno en las Sociedades Concesionarias de Autopistas Nacionales de Peaje.
- La Subdirección General de Construcción, que se encarga de la gestión y control de la construcción y de la calidad de las nuevas infraestructuras y de las obras de acondicionamiento, así como el seguimiento técnico y el control económico de las obras y sus incidencias. Así como la realización de auditorías de seguridad viaria de proyectos modificados, de la fase previa a la puesta en servicio, en el ámbito de las competencias del Departamento, sin perjuicio de las competencias del Ministerio del Interior
- La Subdirección General de Coordinación, a la que le corresponden las funciones de elaboración de la propuesta de anteproyecto de presupuestos y la gestión y tramitación de los créditos y gastos asignados al órgano directivo, así como la gestión de los asuntos relativos a la licitación, contratación, adquisiciones y expropiaciones, sin perjuicio de las competencias de la Subsecretaría de Fomento u otros órganos superiores o directivos del Ministerio y en coordinación con ellos; y de aprobación de instrucciones relativas a todos los procedimientos tramitados por la dirección general.

### Demarcaciones y unidades de carreteras
- Andalucía Occidental (Sevilla).

Demarcaciones de Carreteras del Estado en la actualidad.

  - Demarcación de Carreteras del Estado en Andalucía Occidental (Sevilla).
  - Unidad de Carreteras del Estado en Cádiz.
  - Unidad de Carreteras del Estado en Córdoba.
  - Unidad de Carreteras del Estado en Huelva.
- Andalucía Oriental (Granada).
  - Demarcación de Carreteras del Estado en Andalucía Oriental (Granada).
  - Unidad de Carreteras del Estado en Almería.
  - Unidad de Carreteras del Estado en Jaén.
  - Unidad de Carreteras del Estado en Málaga.
- Aragón (Zaragoza).
  - Demarcación de Carreteras del Estado en Aragón (Zaragoza).
  - Unidad de Carreteras del Estado en Huesca.
  - Unidad de carreteras del Estado en Teruel.
- Asturias (Oviedo).
  - Demarcación de Carreteras del Estado en Asturias (Oviedo).
- Cantabria (Santander).
  - Demarcación de Carreteras del Estado en Cantabria (Santander).
- Castilla - La Mancha (Toledo).
  - Demarcación de Carreteras del Estado en Castilla - La Mancha (Toledo).
  - Unidad de Carreteras del Estado en Albacete.
  - Unidad de Carreteras del Estado en Ciudad Real.
  - Unidad de Carreteras del Estado en Cuenca.
  - Unidad de Carreteras del Estado en Guadalajara.
- Castilla y León Oriental (Burgos).
  - Demarcación de Carreteras del Estado en Castilla y León Oriental (Burgos).
  - Unidad de Carreteras del Estado en Ávila.
  - Unidad de Carreteras del Estado en Segovia.
  - Unidad de Carreteras del Estado en Soria.
- Castilla y León Occidental (Valladolid).
  - Demarcación de Carreteras del Estado en Castilla y León Occidental (Valladolid).
  - Unidad de Carreteras del Estado en León.
  - Unidad de Carreteras del Estado en Palencia.
  - Unidad de Carreteras del Estado en Salamanca.
  - Unidad de Carreteras del Estado en Zamora.
- Cataluña (Barcelona).
  - Demarcación de Carreteras del Estado en Cataluña (Barcelona).
  - Unidad de Carreteras del Estado en Gerona.
  - Unidad de Carreteras del Estado en Lérida.
  - Unidad de Carreteras del Estado en Tarragona.
- Extremadura (Badajoz).
  - Demarcación de Carreteras del Estado en Extremadura (Badajoz).
  - Unidad de Carreteras del Estado en Cáceres.
- Galicia (La Coruña).
  - Demarcación de Carreteras del Estado en Galicia (La Coruña).
  - Unidad de Carreteras del Estado en Lugo.
  - Unidad de Carreteras del Estado en Orense.
  - Unidad de Carreteras del Estado en Pontevedra.
- Madrid (Madrid).
  - Demarcación de Carreteras del Estado en Madrid (Madrid).
- Murcia (Murcia).
  - Demarcación de Carreteras del Estado en Murcia (Murcia).
- La Rioja (Logroño).
  - Demarcación de Carreteras del Estado en La Rioja (Logroño).
- Comunidad Valenciana (Valencia).
  - Demarcación de Carreteras del Estado en la Comunidad Valenciana (Valencia).
  - Unidad de Carreteras del Estado en Alicante.
  - Unidad de Carreteras del Estado en Castellón.

## Presupuesto
La Dirección General de Carreteras tiene un presupuesto asignado de 2 811 479 010 € para el año 2023. De acuerdo con los Presupuestos Generales del Estado para 2023, la DGC participa en dos programas:
| N.º Programa                               | Programa                                   | Dotación        | Ref.   |
| ------------------------------------------ | ------------------------------------------ | --------------- | ------ |
| 453B                                       | Creación de infraestructura de carreteras  | 1 599 547 100 € | [ 21 ] |
| 453C                                       | Conservación y explotación de carreteras   | 1 211 931 910 € | [ 22 ] |
| Total presupuesto de la Secretaría General | Total presupuesto de la Secretaría General | 2 811 479 010 € |        |